# Mixturação
Mixturação é um programa de televisão da TV Record, estreado em abril de 1973 até fins de 1974.
A estreia de Mixturação (TV Record - Canal 7 - 22h30) em 1973, produzido por Walter Silva, no Teatro Record-Augusta, inseria-se num contexto de esforço divulgação de novos talentos e de divulgação da MPB. O nome do programa inspirava-se na canção de mesmo nome, da autoria de Walter Franco.
Participaram do programa, nomes como Pekin, Maria Cecília Moura Leme, Ederaldo Gentil, Tião Motorista, Os Pagodeiros da Paulicéia, Simone, o conjunto Secos e Molhados (Ney Matogrosso, João Ricardo, Gerson Conrad), Maranhão, Belchior, Pessoal do Ceará (Ednardo, Tetty e Rodger).
Além de nomes com talento duvidoso e outros em vias de consagração, a produção de baixo custo e o amadorismo, outros obstáculos estavam à frente do sucesso do programa, como concorrer com a novela O Bem-Amado. Mas o programa fez sucesso, consagrando Walter Silva e despertando o interesse da TV Bandeirantes, que o contratou. Na Bandeirantes, a convite de Roberto Oliveira, produziu Mambembe que foi uma continuação do Mixturação e fez igual sucesso. O programa lançou nomes como Thomas Roth, Maria Martha, Stênio Mendes, também acompanhados pelo octeto de Hareton Salvanini; originou a gravação de um álbum com o mesmo nome pela RCA: Jean Pierre Garfunkel, Grupão da Franca, Odete, Jean e Wanda Cristina, Maria Cecília Moura Leme, Tarcísio, o conjunto Sambarte e Maria Martha.